# Аліс (ПАР)
Аліс (англ. Alice) — місто в Східно-Капській провінції ПАР. Названий на честь принцеси Аліси, дочки британської королеви Вікторії.
Багато хто з нинішніх політичних лідерів ПАР навчалися в розташованому тут Університеті Форт-Гейр — в їхньому числі колишній президент Нельсон Мандела. Університет також є архівом документів Африканського національного конгресу і містить одну з найбільших колекцій африканського мистецтва.
На околиці міста знаходиться лікарня Вікторії — це велика районна лікарня, яка в 2006-2011 пройшла капітальну реконструкцію і переоснащення на кошти уряду Східно-Капській провінції.

## Історія
Спочатку селище називалося Ловдейл (англ. Lovedale, досл. «Долина Лова»). Так його назвали європейські місіонери, що оселилися тут з 1824 року на честь д-ра Джона Лова з Місіонерського товариства Глазго.
Під час Прикордонної війни селище було закинуто, а місія переселилася на західний берег річки Tyhume River. На східному березі був побудований форт під назвою Форт-Хер (англ. Fort Hare, у честь генерал-майора Джона Хера, який виконував обов'язки лейтенант-губернатора Східного Капа.
До перегляду адміністративно-територіального поділу ПАР Аліс був адміністративним центром округу Вікторія-Іст.

## Клімат
Місто знаходиться у зоні, котра характеризується морським кліматом. Найтепліший місяць — лютий із середньою температурою 21.9 °C (71.4 °F). Найхолодніший місяць — червень, із середньою температурою 13.1 °С (55.6 °F).
| Клімат Аліса            | Клімат Аліса | Клімат Аліса | Клімат Аліса | Клімат Аліса | Клімат Аліса | Клімат Аліса | Клімат Аліса | Клімат Аліса | Клімат Аліса | Клімат Аліса | Клімат Аліса | Клімат Аліса | Клімат Аліса |
| Показник                | Січ.         | Лют.         | Бер.         | Квіт.        | Трав.        | Черв.        | Лип.         | Серп.        | Вер.         | Жовт.        | Лист.        | Груд.        | Рік          |
| Середній максимум, °C   | 28           | 27,8         | 26,3         | 23,9         | 21,5         | 19,1         | 19,4         | 20,5         | 22,2         | 23,1         | 24,8         | 27           | 23,6         |
| Середня температура, °C | 21,8         | 21,9         | 20,7         | 18,2         | 15,5         | 13,1         | 13,1         | 14,1         | 15,8         | 17,1         | 18,7         | 20,7         | 17,6         |
| Середній мінімум, °C    | 15           | 15,3         | 14,1         | 10,9         | 7,9          | 5,5          | 5,2          | 6,3          | 8,3          | 10           | 11,8         | 13,6         | 10,3         |
| Норма опадів, мм        | 74.7         | 89.3         | 89.9         | 48.5         | 32.6         | 22.6         | 23.6         | 43.6         | 47.4         | 74.6         | 83.9         | 80.6         | 711.3        |
| Днів з опадами          | 11,1         | 10,6         | 11           | 7,8          | 5,4          | 4,4          | 3,6          | 5,2          | 7,1          | 10,2         | 10,4         | 9,9          | 96,7         |
| Вологість повітря, %    | 68.8         | 70.6         | 71           | 67.3         | 60.7         | 57.3         | 53.9         | 55.5         | 61.8         | 66.2         | 68.6         | 67.7         | 64.1         |
| ----------------------- | ------------ | ------------ | ------------ | ------------ | ------------ | ------------ | ------------ | ------------ | ------------ | ------------ | ------------ | ------------ | ------------ |
| Джерело: Weatherbase    |              |              |              |              |              |              |              |              |              |              |              |              |              |